# Le Lorey
Le Lorey è un comune francese di 611 abitanti situato nel dipartimento della Manica nella regione della Normandia.

## Società

### Evoluzione demografica
Abitanti censiti